# Stenhuset på Granavollen
Stenhuset på Granavollen er en stenbygning, som sandsynligvis blev opført i 1200-tallet, der står på Granavollen i det gamle kulturlandskab i Hadeland, omkring 70 km nord for Oslo, Norge. Bygningen ligger omkring 300 meter vest for de to "Søsterkirkerne" som også er fra middelalderen. Stenhuset står ved præstegården i Gran kommune, og er den eneste bevarede stenbygning fra middelalderen som ikke er kirkelig og ikke befinder sig i by.
Det er Gran kommune Tusindårssted sammen med søsterkirkerne.

## Galleri
- Stenhuset set fra sydøst.
- Opmåling af de nordlige og vestlige murer.
- Plantegning over etagerne.
- Toilettet i overetagen.